# Тутмос I
Тутмос I — фараон Стародавнього Єгипту, що правив приблизно в 1504—1492 роках до н. е., з XVIII династії. Чоловік сестри Аменхотепа I Яхмес і, можливо, син Яхмоса I від другорядної (не головної) дружини Сенісенеб. Ім'я Тутмоса в давньоєгипетській транскрипції звучало, імовірно, як Джехутімесу (Дхауті-Масі, досл. «Народжений Тотом»).

## Біографія
Скориставшись, напевно, зміною фараонів, північна частина Нубії повстала. На початку 2-го року царювання Тутмос I на чолі армії відплив на південь для придушення цього повстання. У квітні він досяг Тангу-ра, де сталася битва з повстанцями. Тутмос особисто вразив нубійського вождя списом, і, попри підтримку кочівників, які вторглися з пустелі, ворог був повністю розгромлений. Потім Тутмос I продовжив похід вгору по Нілу, а труп переможеного нубійського вождя був повішений на носі човна вниз головою для залякування всіх непокірних племен Нубії. Біля 3-го порога Тутмос встановив 5 тріумфальних стін, а єгипетське панування над завойованими землями було закріплено закладкою фортеці на острові Томбос. Після цього Тутмос I просунувся ще південніше і захопив велику і родючу область Донгола «аж до країни Караї». Напис на острові Арко ясно вказує, що під час свого походу на південь Тутмос піддав Нубію повному розоренню. Цілі племена були загнанні в рабство. Цим було підкорено усе царство Керма.
В серпні того ж року Тутмос I повернув назад і повернувся на острів Томбос, де встановив тріумфальну плиту, напис на якій стверджує, що до цього часу фараон правив від Томбоса на півдні до Євфрату на півночі. Однак наскільки нам відомо, цей його напис належить до того часу, коли він ще не зробив настільки великих завоювань в Азії. Можливо, плита Тутмоса I свідчить про те, що його попередник Аменхотеп I, все ж почав похід в Сирію і  Палестину і просунувся там далеко на північ. Через рік після початку свого нубійського походу, в квітні 3-го року царювання (бл. 1506) Тутмос повернувся до 1-го порога, де він наказав розчистити канал Сенусерта III.
Після походу на південь, Тутмос I почав похід в Азію. Але цей похід був, швидше за все, переможним набігом. Тутмос пройшов Палестину і Сирію, очевидно, без істотних зіткнень з військами місцевих володарів. Війська Тутмоса I досягли Нахаріни (Мітанні), на Євфраті, вперше побачивши велику річку, поточну, не в звичайному для єгиптян напрямку з півдня на північ, як Ніл, а з півночі на південь, що привело їх у велике здивування й знайшло відображення в єгипетській назві річки — «Перевернута вода». Мітанійський цар був захоплений зненацька; в битві єгиптяни здобули рішучу перемогу і захопили безліч полонених. На березі Євфрату Тутмос велів висікти напис, що відзначає північний рубіж його володінь. В Єгипет фараон повернувся з багатою здобиччю.
Величезні цінності, захоплені під час походів до Нубії та в Азію, і щорічна данина з підкорених областей збагатили державу. Це насамперед відбилося на архітектурі. Активне храмове будівництво велося по всій долині Нілу. Тутмос почав перебудовувати Карнацький храм (єгип. Апа-сауа) в пишну споруду гідуе «переможного Амона» (зодчий Інені). Поруч було зведено два обеліски заввишки по 23 метри кожний, дві величезні подвійні кам'яні башти з воротами посередині ([[пілон]и]), двори з рядами величезних царських статуй. Тутмос відновив шанований храм Осіріса в Абідосі й пожертвував в нього багаті приналежності і обстановку для культу з золота і срібла і чудові зображення богів. Почав, але не встиг закінчити споруди, які мали з'єднати храм Амона з храмом богині Мут.

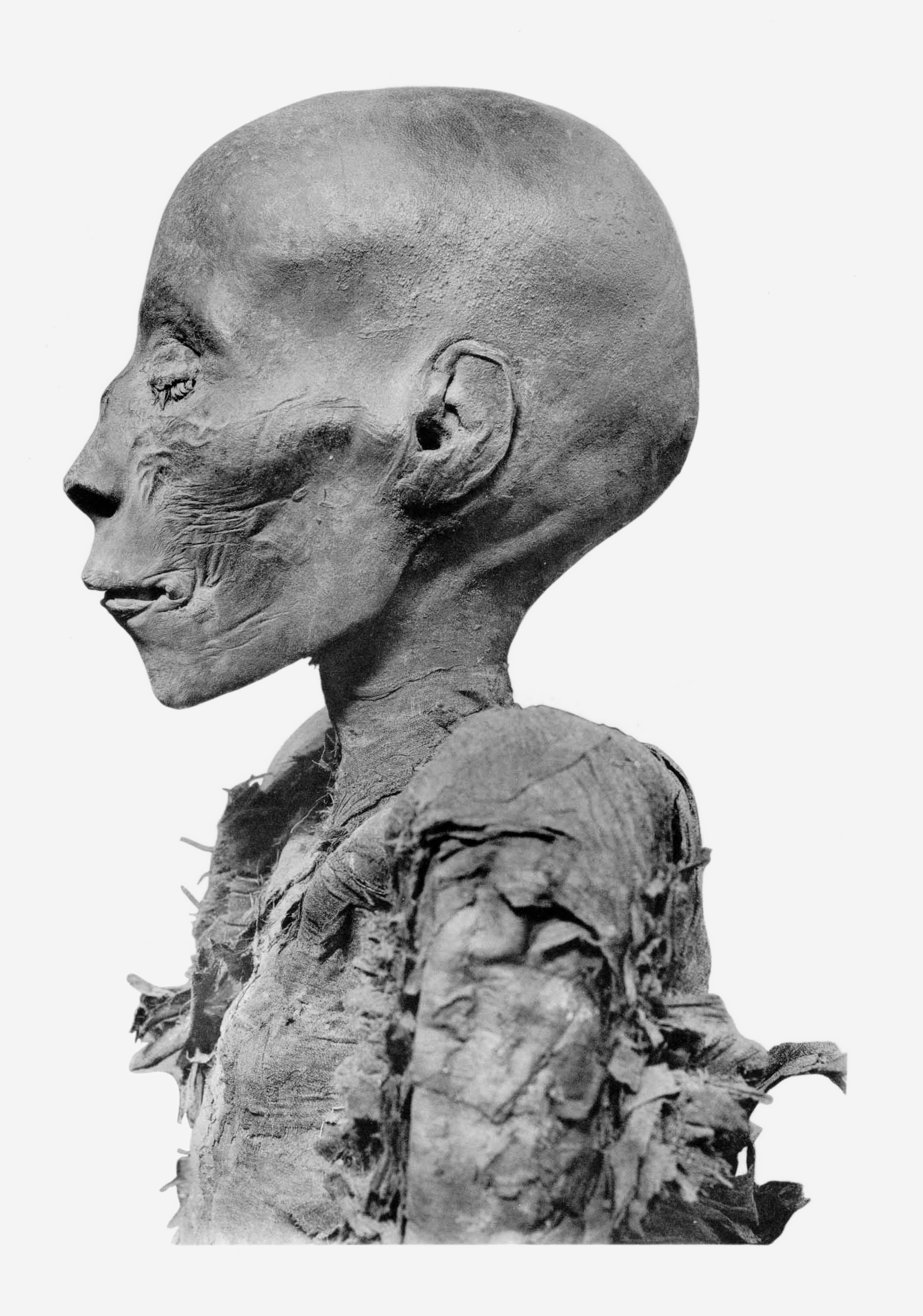
Голова мумії фараона Тутмоса I

Тутмос був першим фараоном, який свою гробницю відокремив від поминального храму і відмовився від пишного надгробка, з метою зробити її непомітніше і, таким чином, зберегти від розграбування. Гробницю він наказав висікти в скелі в пустельній ущелині (в так званій «Долині царів»), на північний захід від Фів, а поминальний храм збудував, як і колишні царі, в долині Нілу. Роботи над гробницею велися в глибокій таємниці, вхід в неї був ретельно замаскований. Але всі ці обережності все ж не врятували усипальницю від грабіжників. Добре збережена мумія фараона була виявлена в 1881 році у похованні DB320 в Дейр ель-Бахрі.
Прямі спадкоємці Тутмоса I — два сини від його головної дружини Яхмос — Ваджмос (ВадМасі, «Народжений богинею Ваджіт») і Аменмос (Аман-Масі, «Народжений Амоном») померли раніше батька, померла і дочка Неферубіті, а дочка Хатшепсут була видана заміж за свого брата, сина Тутмоса I від його другорядної дружини Мутнофрет (Мут-нафа), Тутмоса II. Останній і був проголошений спадкоємцем престолу.
Пізніший відомий нам рік його царювання — дев'ятий, але, згідно зі списками царів, Тутмос I правив 13 років. Можливо, що в останні роки життя замість підстаркуватого Тутмоса I правив його син Тутмос II.